# 妙勝寺 (津山市)
妙勝寺（みょうしょうじ）は、岡山県津山市西寺町にある日蓮宗の寺院で山号は法光山である。旧本山は京都市の妙覚寺、奠師法縁(奠統会)。

## 概要
境内には地元の義士、渡部藤左衛門（飢饉の窮状を直訴し斬首された人物。）の墓がある。瀬川学進（31世）の代に一時保護施設の報恩無料宿泊所を開設した。これは津山市の老人ホームの基礎とされる。現在児童養護施設の立正青葉学園を境内で運営する。

## 歴史
元は金剛寺と称する寺であったが、慶長9年（1604年）津山城主の命により現在地に移転、日蓮宗に改宗、寺号も妙勝寺とした。

## 境内
- 本堂
- 鐘楼門

## 旧末寺
日蓮宗では昭和16年（1941年）に本末を解体したため、現在では、旧本山、旧末寺と呼びならわしている。
- 福聚山無量寺（岡山県苫田郡鏡野町入）
- 妙法山経王寺（津山市下野田）

## 歴代
- 瀬川学進
- 瀬川一行